# Valvula Eustachii

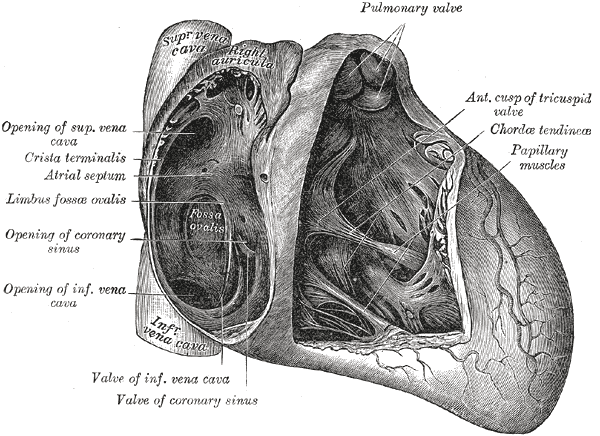
Valvula Eustachii (hier Valve of inf. vena cava genannt) in einem Schnittbild des rechten Herzens (aus: Gray’s Anatomy)

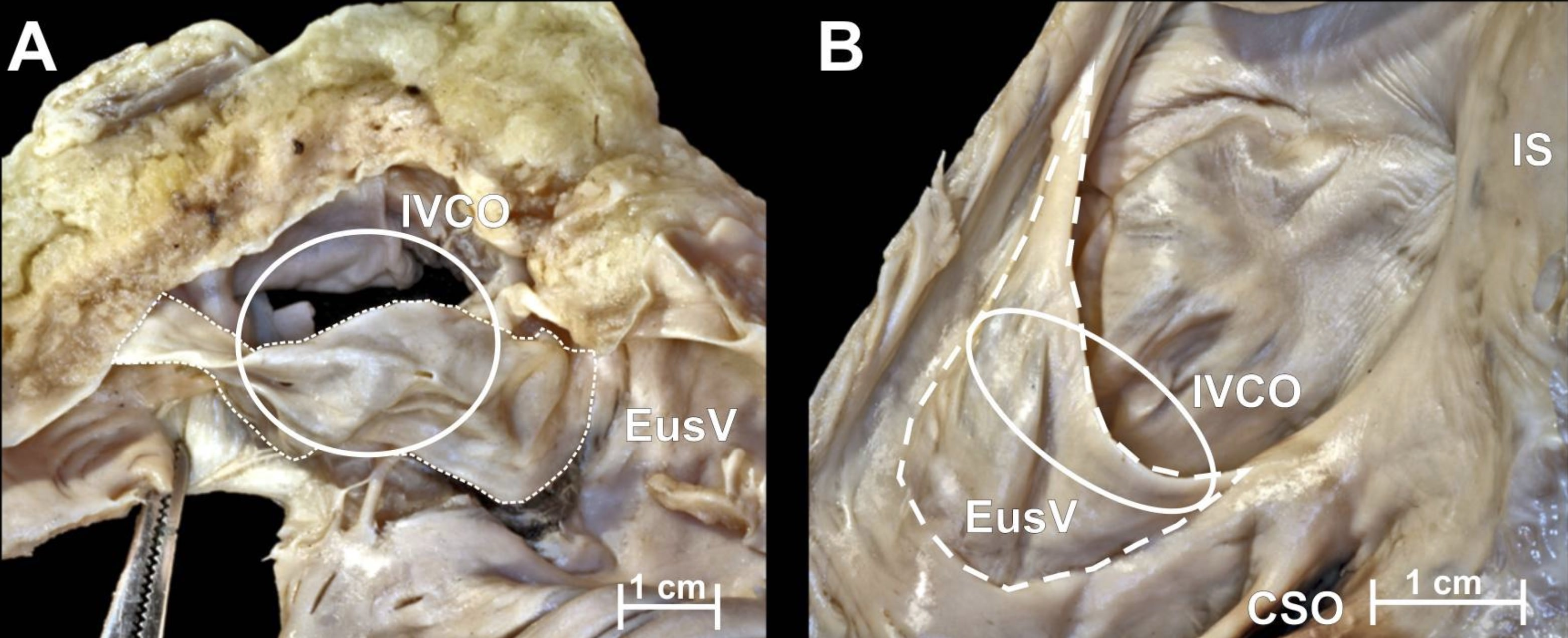
Ansicht des Ostiums der unteren Hohlvene (IVCO) mit vorhandener Eustachischer Klappe (EusV) in einem menschlichen Herzen.

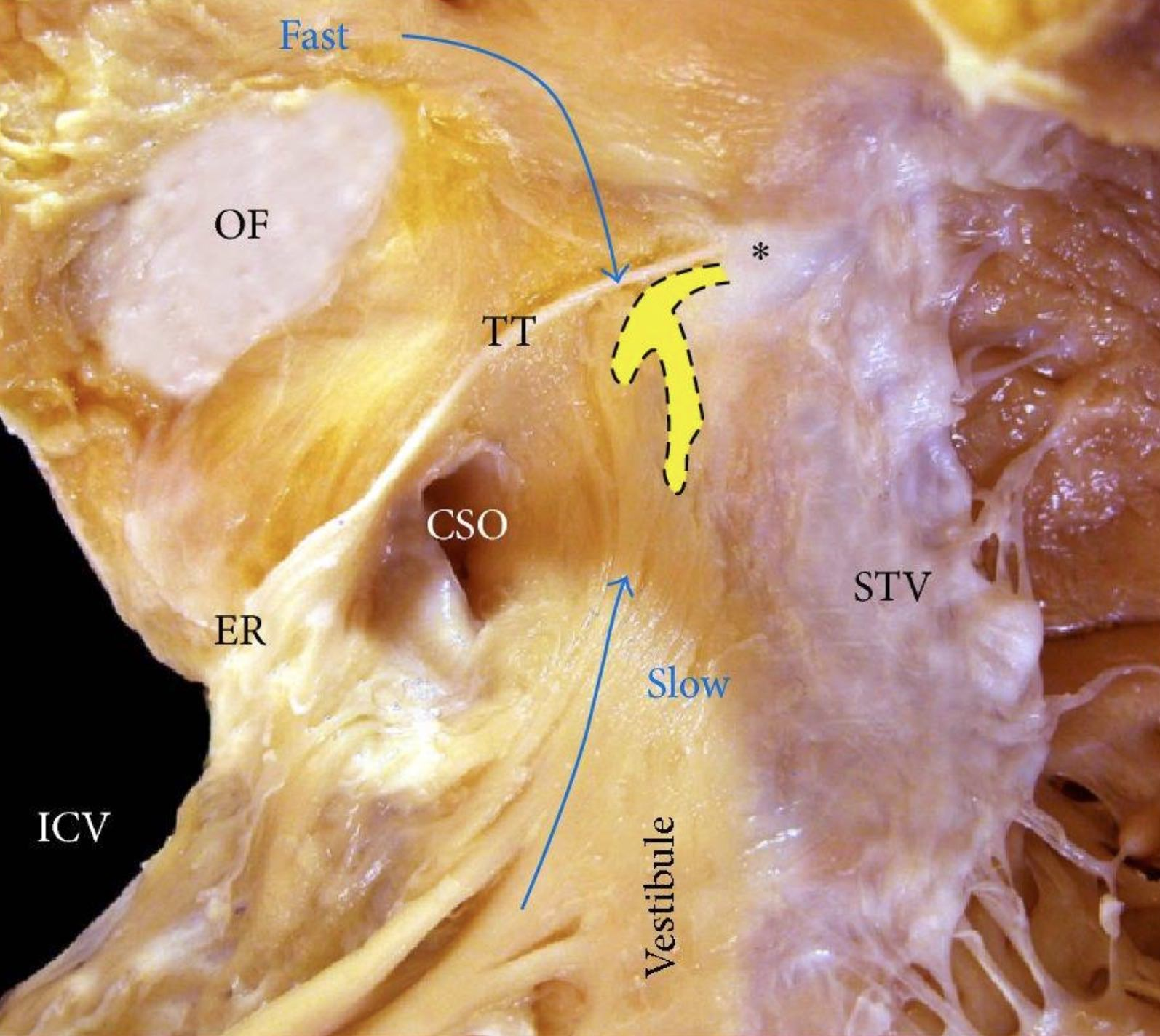
Rechter Vorhof mit Koch-Dreieck: AV-Knoten (gestrichelt in gelb), Sternchen (*): zentraler Faserkörper, CSO: Einmündung des Sinus coronarius (Ostium sinus coronarii), ER: Valvula Eustachii (Valvula venae cavae inferioris), ICV: Vena cava inferior, OF: Fossa ovalis, STV: kammerscheidewandseitiges Tricuspidalis-Segel und TT: Todaro-Sehne.

Die Valvula Eustachii oder auch Eustachische Klappe (nach der Terminologia Anatomica: Valvula venae cavae inferioris, in der Tieranatomie Valvula venae cavae caudalis) ist eine klappen- bzw. sichelförmige Ausziehung an der Einmündung der unteren Hohlvene (Vena cava inferior) (bei Tieren hintere Hohlvene, Vena cava caudalis) in den rechten Herzvorhof. Die distale Fortsetzung dieser Struktur ist die Todaro-Sehne.
Die Klappe ist ein Überbleibsel der rechten Klappe des Sinus venosus. Im fetalen Blutkreislauf dient sie dazu, den Blutstrom in Richtung des Foramen ovale zu lenken, um hierdurch das Blut direkt vom rechten in den linken Herzvorhof zu führen und so den vorgeburtlich noch nicht vollständig ausgebildeten Lungenkreislauf zu umgehen. Mit der Geburt und den ersten Atemzügen des Neugeborenen kommt es zu einem funktionellen Verschluss des Foramen ovale. Die Klappe verliert ihre Funktion im Blutkreislauf und bildet sich meist unvollständig zurück. Bei einem Großteil der Erwachsenen ist die Klappe in variabler Ausprägung, sowohl in Hinblick auf Form und Größe, vorhanden. Entsprechend ist sie ein häufiger Zufallsbefund in der transthorakalen oder transösophagealen Echokardiografie sowie anderen Bildgebungsverfahren des Herzens.
Zumeist ist eine Eustachische Klappe ein gutartiger Befund ohne klinische Relevanz. Sie kann selten von einer auf sie begrenzten Herzinnenhautentzündung (Endokarditis) betroffen sein, ebenso können Untersuchungen und therapeutische Verfahren (etwa Rechtsherzkatheteruntersuchungen) durch sie verkompliziert werden.
Die Struktur ist nach dem Arzt und Anatom Bartolomeo Eustachi benannt, der sie 1563 in seinem Werk Opuscula anatomica beschrieb.